# Абрагам Купчик
Абрагам Купчик (народжений Абрам Купчик, англ. Abraham Kupchik; 15 березня 1892, Брест, Російська імперія — 26 листопада 1970, Монтклер (Нью-Джерсі), США) — американський шахіст єврейського походження. Один із найсильніших американських шахістів 1910-1920-х років. Переможець турніру Американського шахового конгресу 1923 року (1-2-ге місця з Френком Маршаллом). Дворазовий чемпіон штату Нью-Йорк (1915 і 1919), багаторазовий чемпіон Manhattan Chess Club.
У складі команди США переміг на шаховій олімпіаді 1935 року, де був третім за індивідуальним показником. Учасник радіоматчу СРСР — США 1945 року.

## Життєпис
Переїхав до США 1903 року. У газетних статтях 1912 року Купчика називали одним із найталановитіших молодих шахістів Нью-Йорка.
Програв матч Олдржиху Дурасу із рахунком -2 +1 (1913).
Виступи на міжнародних турнірах:
- Гавана, 1913 — 4-5-те місця (з Оскаром Хаєсом)[2]
- Нью-Йорк, 1913 — 7-ме місце
- Нью-Йорк, 1915 — 3-4-те місця[3]
- Нью-Йорк, 1916 (Меморіал Райса) — 4-5-те місця[4]
- озеро Гопатконґ, 1926 — 2-ге місце (перед Мароці і Маршаллом)[5]
- Бредлі Біч, 1929 — 3-4-те місця (з Ісадором Туровером), єдиний, хто зіграв унічию з чемпіоном світу О. Алехіном, не дозволивши йому здобути 100 % очок на турнірі[3].

Успішно грав у швидкі шахи, наприклад, відома його перемога над Хосе Рауль Капабланка 1919 року.
Поділив 1-2-ге місця з Френком Маршаллом у турнірі Американського шахового конгресу 1923 року, випередивши, зокрема Давида Яновського та Едварда Ласкера.
1924 року програв матч Юхиму Боголюбову (+1 -3 =2), а наступного року зіграв унічию з Карлосом Торре (+1 -1 =4). Обидва матчі проведено в Нью-Йорку. 
Одним із найвищих успіхів у кар'єрі стало друге місце в турнірі біля озера Гопатконґ 1926 року (переміг Капабланка). Купчик випередив Ґезу Мароці, Френка Маршалла та Едварда Ласкера.
Дворазовий чемпіон штату Нью-Йорк (1915 і 1919), 10-разовий чемпіон Manhattan Chess Club (уперше — 1914 року, востаннє — 1930-го).
Працював бухгалтером у компанії «Metro-Goldwyn-Mayer», мешкав у передмісті Нью-Йорка — містечку Сідар-Гроув (Нью-Джерсі). Помер у лікарні Маунтенсайд у місті Монтклер (Нью-Джерсі) 26 листопада 1970 року.